# Amata attenuata
Amata attenuata là một loài bướm đêm thuộc phân họ Arctiinae, họ Erebidae.